# Anisogaster perrieri
Anisogaster perrieri là một loài bọ cánh cứng trong họ Cerambycidae.